# ریمس-سانت-جئورجس
ریمس-سانت-جئورجس (به ایتالیایی: Rhêmes-Saint-Georges) یک کومونه در ایتالیا است که در واله دائوستا واقع شده‌است. ریمس-سانت-جئورجس ۳۶ کیلومتر مربع مساحت و ۲۰۶ نفر جمعیت دارد و ۱٬۲۱۸ متر بالاتر از سطح دریا واقع شده‌است.